# Robbie Merrill
Robbie Merrill (ur. 13 czerwca 1963 w Lawrence) – amerykański gitarzysta basowy, basista hardrockowego zespołu Godsmack.
Merrill był jednym z założycieli grupy Godsmack. W lutym 1995  Erna zdecydował się założyć nowy zespół, działał on początkowo pod nazwą The Scam. Był jego wokalistą, basistą został Robbie Merrill, gitarzystą był Lee Richards, zaś perkusistą – Tommy Stewart. Po nagraniu jednego dema nazwę grupy zmieniono na Godsmack.
Merrill jest także jednym z założycieli grupy Another Animal, należą do niej także Shannon Larkin, Tony Rombola, Lee Richards oraz Whitfield Crane. Oprócz Crane'a wszyscy byli wcześniej członkami Godsmacka.

## Dyskografia
- Another Animal - Another Animal (2007)

## Sprzęt
- Bass Spector Euro 4LX-35[6]
- Bezprogowy Spector ze strunami D’Addario XL, strój DADG lub CGCG[6];
- Głowa gitarowa Rig SWR 750x, kolumny Goliath III 4x10[6]
- Effects Line 6 PODxt (studio), Line 6 Bass PODxt (koncerty)[6]

## Filmografia
- We Sold Our Souls for Rock 'n Roll (2001, film dokumentalny, reżyseria: Penelope Spheeris)[7]